# Хо Гаюн
Хо Гаюн (кор. 허가윤; родилась 18 мая 1990 года) — южнокорейская певица и актриса. Является бывшей участницей женской группы 4Minute и её под-группы 2Yoon.

## Биография
Хо Гаюн родилась 18 мая 1990 году в Сеуле, Южная Корея. В 2005 году Гаюн заняла 9-е место в конкурсе «Best Singer Contest» SM Entertainment. Она окончила среднюю школу для девочек в Донгдуке. В 2008 году Хео появился в музыкальном клипе Марио «I’m Yours» вместе с Сылоном из 2AM.
В 2011 году она поступила в Университет Донгук, где специализировалась в области кино и театра. 17 сентября 2014 года Гаюн вместе с другими звездами были назначены послами Университета Донгук. Она окончила университет в 2016 году.
Была первым стажёром Cube Entertainment.

### 2009—2012: Дебют в 4minute и сольная активность

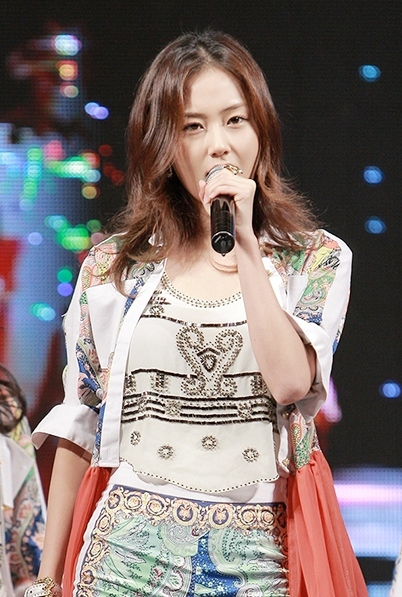
Хо Гаюн на выступление в Пхаджу, в сентябре 2012 года

Гаюн дебютировала в женской группе 4Minute под лейблом Cube Entertainment в мае 2009 года вместе с Чон Джиюн, Квон Сохён, Ким Хёны и Нам Джихён. Официальная группа из пяти участниц дебютировала 18 июня 2009 года, исполнив свой дебютный сингл «Hot Issue» на M! Countdown.
11 февраля 2010 года Гаюн записала саундтрек к сериалу The Woman Who Still Wants to Marry вместе с Хан Йеджи исполняя песню «One Two Three». 3 сентября Гаюн была признанным исполнителем в альбоме Sunny Side с песней «Bad Guy Good Girl». В октябре Гаюн была одной из двадцати айдолов из разных групп Южной Кореи, которые записали песню «Let’s Go» с целью увеличения участия общественности в Саммит G-20 в Сеуле. Она пела вместе с Ён Джунхёном и G.NA.
Гаюн записала саундтрек «Wind Blow» для сериала Моя Принцесса, песня была выпущена 5 января 2011 года. Также она записала саундтрек «Shameless Lie» для сериала Обмани меня, который были написаны Jadu и E-Tribe. Песня была выпущена 17 мая. Хо дебютировала в качестве актрисы в фильме Я тоже цветочек, снявшись в эпизодической роли старшеклассницы. 24 октября она выпустила песню «I Think It Was a Dream» для сериала Poseidon. Гаюн участвовала в песне Марио «One Two Three» и продвигалась вместе с ним с песней.
В 2012 году Гаюн сыграла Хёнгён в дораме Свет и тень. В мае Гаюн появился вместе с коллегой по группе Хёной на Top Gear Korea. Гаюн выпустила сольный сингл 16 ноября. Песня называется «My Love By My Side» в дуэте с Ильхуном из BtoB. В эпизоде 21 октября живого музыкального шоу Inkigayo Гаюн исполнила новую песню для SBS Gayo Daejeon. В рамках Mystic White Гаюн выпустила благотворительную песню «Mermaid Princess» 26 декабря.

### 2013—н.в: Распад 4Minute и актёрская карьера
В начале 2013 года была сформирована подгруппа 2Yoon в состав которой вошли Гаюн и Джиюн. 17 января подгруппа дебютировала с альбомом Harvest Moon и ведущим синглом «24/7».
В 2014 году Хена, Гаюн и Сохён выпустили песню «Only Gained Weight» для десятого юбилейного альбома Brave Brothers в январе. В сентябре Гаюн стал ведущей третьего сезона модной программы OnStyle Журнал стилей вместе с Ли Гигваном из Beast и До Санву. Премьера сезона состоялась 12 сентября.
В 2015 году Гаюн выпустила саундтрек для дорамы Ён Паль под названием «Nightmare» вместе с Ён Джунхёном 18 августа. В ноябре стало известно, что Гаюн дебютирует на большом экране с фильмом Отец, дочь. Гаюн, Чон Сомин и Мин Дохи будут выступать в роли дочерей.
13 июня 2016 года Cube Entertainment объявили о расформировании 4Minute, и участницы все ещё обсуждали продление своих контрактов. 15 июня Cube Entertainment официально объявили, что контракты Джихён, Гаюн, Джиюн и Сохён истекли 14 июня, и никто из них не решил продлить контракт с компанией кроме Хёны.
14 октября 2016 года Гаюн подписала контракт с компанией BS Company в качестве актрисы. 4 июня 2018 года контракт с BS Company подошел к концу и продление контракта не состоялось. Гаюн стала свободным артистом.

## Фильмография

### Фильмы
| Год  | Название      | Роль     | Примечание           |
| ---- | ------------- | -------- | -------------------- |
| 2016 | Папа-это дочь | Кён Ми   | Вспомогательная роль |
| 2018 | Наркобарон    | Чжон Сун | Вспомогательная роль |
| 2020 | Розыск        | Ну Ри    | Главная роль         |

### Телесериалы
| Год  | Название                 | Роль            | Телеканал | Примечание          |
| ---- | ------------------------ | --------------- | --------- | ------------------- |
| 2011 | Я тоже цветочек!         | Старшеклассница | MBC       | Камео               |
| 2012 | Свет и тень              | Хён Гён         | MBC       | Второстепенная роль |
| 2013 | My Friend Is Still Alive | Саму себя       | KBS       | Камео               |
| 2015 | Кушать подано 2          | Хон Минъа       | tvN       | Камео               |